# Сталийский, Александр (министр юстиции)

Александр Цанков Сталийский

Александр Цанков Сталийский (болг. Александър Цанков Сталийски; 28 августа 1893, Видин — 1 февраля 1945 , София) — болгарский государственный деятель, ультраправый политик. Один из первых идеологов, организаторов и теоретиков фашизма в Болгарии. Доктор юридических наук (1923).

## Биография
Окончил юридический факультет Софийского университета (1913—1918).
Добровольцем участвовал в Балканской войне 1912 года. Офицер во время Второй Балканской и Первой мировой войны. Воевал на трёх фронтах, получил три ранения. Награждён.
В 1923 г. в Вюрцбургском университете получил степень доктора конституционного права.
В 1923—1927 гг. депутат Народного собрания Болгарии от Демократической партии, член парламентской комиссии по внешней политике.
В 1928—1944 — ультраправый политик, член и лидер фашистской организации Союз «Българска родна защита» (СБРЗ). Работал адвокатом в Софии.
В конце 1920-х годов стал сторонником идеологии растущих фашистских движений в странах Европы, в 1931 году вышел из рядов Демократической партии, и создал собственный Национальный фашистский союз. Новая политическая группа вскоре получила ряд субсидий от фашистской Италии, что позволило Сталийскому создать и издавать журнал Васрайдане. Вскоре он приобрел прочную репутацию писателя фашистской идеологии и пропаганды, а его книга о фашистском государстве в Болгарии имела значительный успех, и была даже переведена на немецкий язык. Фашизм который проповедовал Сталийский, был ближе к итальянской, чем немецкой модели. К маю 1934 года в ряды фашистской организации Союз «Българска родна защита» вступило около 20 000 последователей движения.
12 июня 1944 г. Сталийский был назначен министром юстиции в кабинете премьер-министра Ивана Багрянова. После 9 сентября 1944 в результате народного восстания в Болгарии был арестован и приговорён народным судом к расстрелу.
Реабилитирован посмертно в августе 1996 года.
Автор программных трудов;
- Фашистская доктрина государства / Фашисткото учение за държавата (1929 г.)
- Фашизм. Болгарское объяснение фашистской националистической доктрины / Фашизъм. Българско обяснение на фашисткото националистическо учение (1929 г.)
- Возникновение и развитие фашизма / Поява и развой на фашизма (1934 г.)

Отец А. Сталийского (1925—2004),, государственного деятеля, министра обороны Болгарии.